# Traktat Claytona-Bulwera

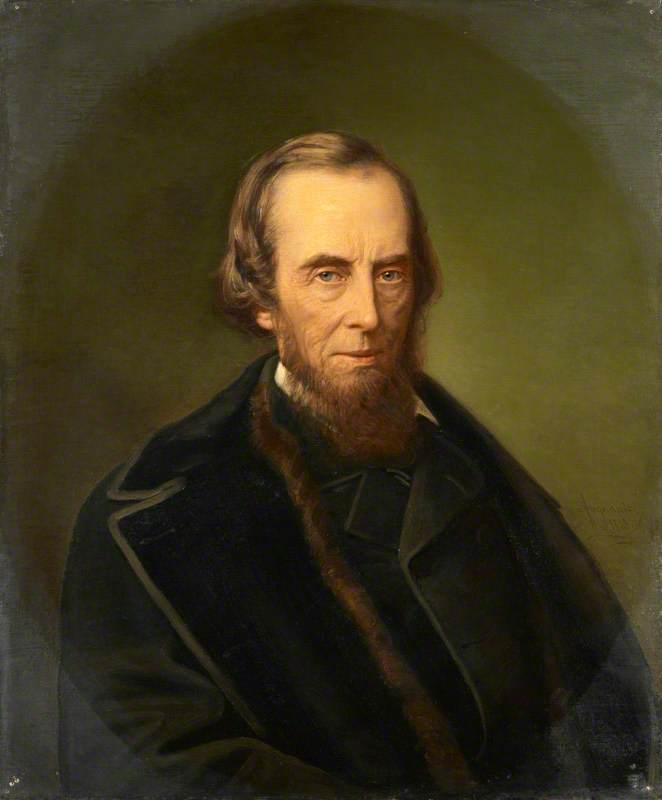
William Bulwer, Baron Dalling and Bulwer - delegat brytyjski

Traktat Claytona-Bulwera – porozumienie pomiędzy Stanami Zjednoczonymi i Wielką Brytanią, zawarte w 1850 roku, gwarantujące neutralność projektowanego kanału międzyoceanicznego. Stronę amerykańską reprezentował John M. Clayton, a brytyjską Henry Bulwer. W 1901 został zastąpiony nowym traktatem amerykańsko-brytyjskim, który przyznał Stanom Zjednoczonym wyłączne prawo do budowy Kanału Panamskiego.